# Carl von Ghega
Carl von Ghega (n. 10 ianuarie 1802, Veneția, Monarhia Habsburgică – d. 14 martie 1860, Viena, Imperiul Austriac) a fost un inginer austriac de origine albaneză.

## Originea și studiile
Tatăl său a fost ofițer de marină. Inițial a dorit să urmeze ca și tatăl său o profesie maritimă, însă pasiunea pentru matematică a făcut ca după absolvirea gimnaziului militar austriac să studieze ingineria la Universitatea din Padova. La vârsta de 17 ani a obținut doctoratul în matematică.

## Activitatea
Între anii 1836-1840 a condus lucrările de construcție a căii ferate care a făcut legătura între Viena și Brno (Kaiser Ferdinand Nordbahn, „calea ferată de nord, împăratul Ferdinand”). 
În 1844 a realizat un plan de traversare cu calea ferată a Pasului Semmering. Acest proiect ambițios s-a concretizat în construcția căii ferate Semmering, terminată în anul 1854.
În anii 1853-1854 a proiectat o rețea de transport feroviar pentru întreaga Monarhie Habsburgică. În anii următori i-a fost încredințată proiectarea rețelei feroviare pentru Transilvania, însă nu a putut finaliza proiectul respectiv, întrucât a murit în 1860 de tuberculoză.

## Galerie de imagini

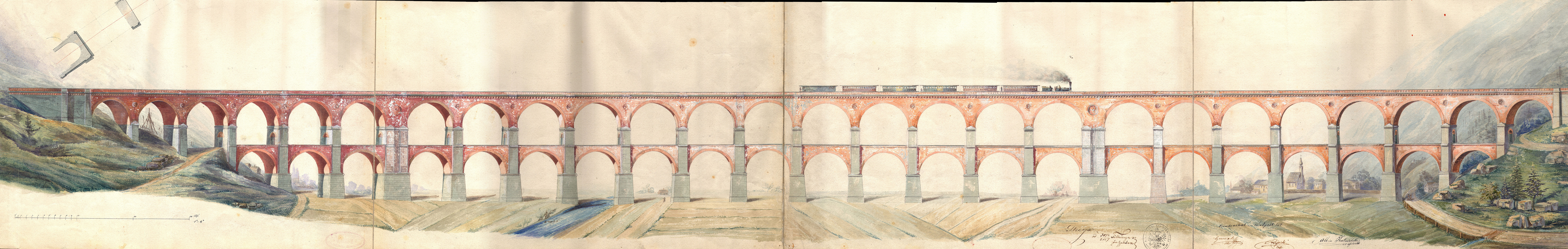
Schița viaductului Borovnica, pe linia ferată Viena-Trieste
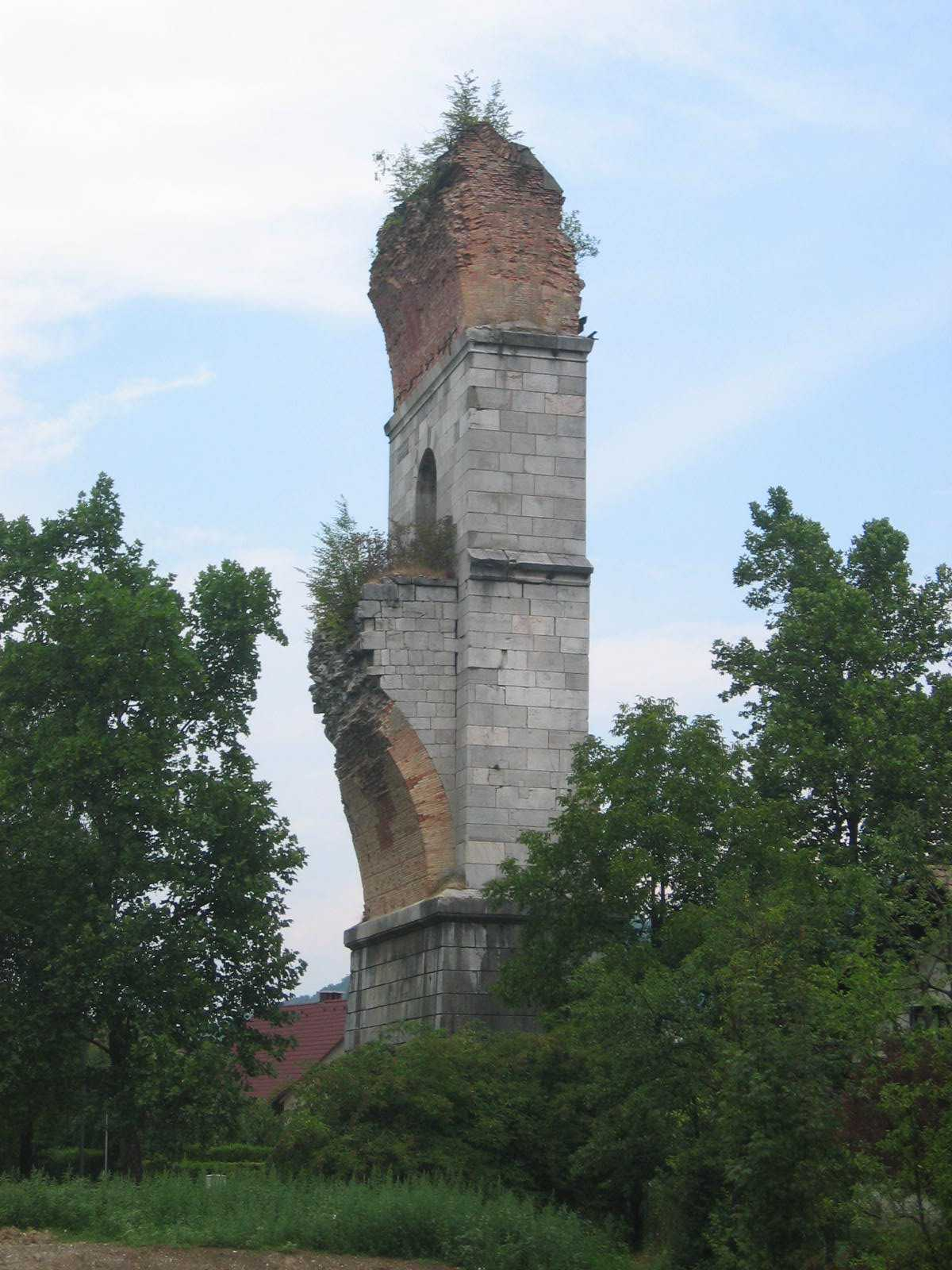
Ruinele unui pilon al viaductului Borovnica